# Khouloum
Khouloum è un comune rurale del Mali facente parte del circondario di Kayes, nella regione omonima.
Il comune è composto da 11 nuclei abitati:
- Aourou-Dyalla
- Doussoukané
- Gabou Gopéla
- Kégnou-Souté
- Kersignané
- Khouloum
- Loupourou
- Sabouciré N'di
- Saliambougou
- Ségué Peulh
- Soutoucoulé